# Hladká lepenka
Hladká lepenka je silný papír o plošné váze (gramáž) nad 250 g/m2 vznikající slisováním několika vrstev za mokra. Je určený zejména pro výrobu krabic a dalších obalů, ale i knižních desek, pořadačů, diářů, paspart apod. V běžné mluvě i v obchodním styku je často hladká lepenka nazývána (obalový) karton. Od kartonu se však liší větší gramáží.

## Označení
Jednotlivé druhy hladkých lepenek jsou označovány kódy sestávajícími ze dvou písmen, ke kterým může být přiřazena ještě číslice.
- První písmeno označuje druh povrchové úpravy (U – nenatíraná lepenka, A – lepenka s povrchem upraveným poléváním, G – lepenka s natíraným povrchem)
- Druhé písmeno označuje druh suroviny převládající ve hmotě hladké lepenky (Z – bělená, chemicky zpracovaná buničina, C – mechanicky zpracovaná buničina, T – triplex, tj. má navíc nátěr rubové strany, D – duplex, tj. bez nátěru rubové strany)
- Číslice, pokud nejde o lepenku typu duplex, označuje barvu rubové strany (1 – bílá, 2 – krémová, 4 – hnědá), pokud je o typ duplex, označuje číslice objemovou hmotnost (1 – větší rovna 1,45 g/cm3 , 2 – 1,3-1,45 g/cm3, 3 – méně než 1,3 g/cm3)

## Výroba lepenky
Hladká lepenka se vyrábí ze směsi celulózy a sběrového papíru. Celulóza i sběrový papír se rozmělní na kašovitou hmotu, ze sběrového papíru se odstraní barviva a smíchá se s celulózou, na sítovém pásu dojde k zarovnání vláken a následně se hmota lisuje, aby byla odstraněna voda. Tím vznikne papírová vrstva. V kartonovacím stroji se vrstvy slisují (lepenka se skládá většinou z minimálně tří vrstev), následně se suší a válcuje. 